# Bachia heteropa
Bachia heteropa är en ödleart som beskrevs av Wiegmann 1856. Bachia heteropa ingår i släktet Bachia och familjen Gymnophthalmidae.
Arten förekommer i Colombia, Venezuela, på Trinidad och Tobago samt på några mindre öar i regionen. Honor lägger ägg.

## Underarter
Arten delas in i följande underarter:
- B. h. heteropa
- B. h. trinitatis
- B. h. alleni
- B. h. lineata
- B. h. marcelae